# Anfiteatro de Expo 2008
El anfiteatro que se encuentra dentro del recinto de la Expo 2008 en Zaragoza está ubicado junto al Ebro a los pies del Pabellón Puente de Zaha Hadid.
El anfiteatro será un recinto con una cubierta que lo defenderá de los rigores climatológicos. Su escenario tendrá una superficie de 600 metros cuadrados y las gradas tendrán capacidad para 7000 personas. 
El diseño ha corrido a cargo del prestigioso arquitecto especialista en estructuras Félix Escrig Pallarés. Escrig es autor también de varias instalaciones emblemáticas de la Exposición Universal de Sevilla: el palenque, los umbráculos vegetales, los pabellones de Extremadura y Venezuela, etc. 
Durante la celebración de la Expo el anfiteatro albergará numerosas actuaciones diurnas pero será durante la noche cuando alcanzará su máximo interés. Cada día de la semana estará dedicado a un tipo de espectáculo combinándose la música de baile a cargo de Disc Jockeys, el teatro, la danza y las actuación estelar de figuras internacionales que tendrán lugar el fin de semana. 